# Consejo Económico y Social de Mauritania
El Consejo Económico y Social de Mauritania es un órgano colegiado de consulta y dictamen previsto en el artículo 95 de la Constitución, cuya funcióin es asesorar sobre los proyectos de ley, ordenanzas, decretos o demás normas con contenido de carácter económico o social que le sean sometidos a consulta por el presidente de la República. El Consejo puede designar a uno de sus miembros para asistir al Parlamento de Mauritania e informar de los proyectos de ley que han sido sometidos a su examen, antes de que las cámaras adopten resolución alguna.
- Datos: Q5783755